# Archer (TV-serie)
Archer är en amerikansk animerad komedi-TV-serie skapad av Adam Reed, den hade premiär på TV-nätverket FX, en förhandsvisning av serien visades 7 september 2009. Seriens femte säsong går under titeln Archer Vice. I Sverige har serien visats på Comedy Central och Netflix.

## Handling

### Archer
Serien handlar om Sterling Archer som arbetar som spion på ISIS, International Secret Intelligence Service, i New York, andra som arbetar är hans mamma Malory, chef på ISIS, Sterlings före detta flickvän Lana Kane och hans andra medarbetare (inklusive agent Ray Gillette, revisor Cyril Figgis, personalchef Pam Poovey, dåraktiga sekreteraren Cheryl Tunt och vetenskapsmannen doktor Krieger).

### Archer Vice
När ISIS blir nedlagd av amerikanska regeringen tar de före detta anställda med sig kokain som var gömt från en tidigare operation. De startar ett nytt högkvarter hos Cheryl Tunts herrgård och bildar en drogkartell innan de reser söderut för att sälja kokainet så att de kan finansiera sina pensioner. Cheryl, som är extremt rik, bestämmer sig för att börja en ny karriär som country-sångerska. På vägen drar gruppen till sig uppmärksamhet från rivaliserade gäng och stöter på problem när rollfigurerna försöker anpassa sig i sina roller.

### Tidsperiod
TV-serien utspelas i komisk anakronism, med blandad teknik, modestilar och historiska bakgrunder från olika decennier. Figurerna bär kläder och frisyrer från 1960-talet och många avsnitt förekommer referenser om Sovjetunionen som en nuvarande nation, men i femte säsongen i avsnittet "Once Bitten" är Turkmenistan en självständig nation snarare än en sovjetrepublik, det förekommer även referenser att Fidel Castro är Kubas nuvarande ledare. Serien använder även populärkulturella referenser med moderna 2010-talet men figurernas bakgrundshistoria utspelas i äldre händelser, till exempel Woodhouses tjänst under första världskriget eller Malorys inblandning i olika spionarbeten under kalla kriget vilket skulle kunna visa att hon ser mycket äldre ut på 2000-talet.

## Rollfigurer

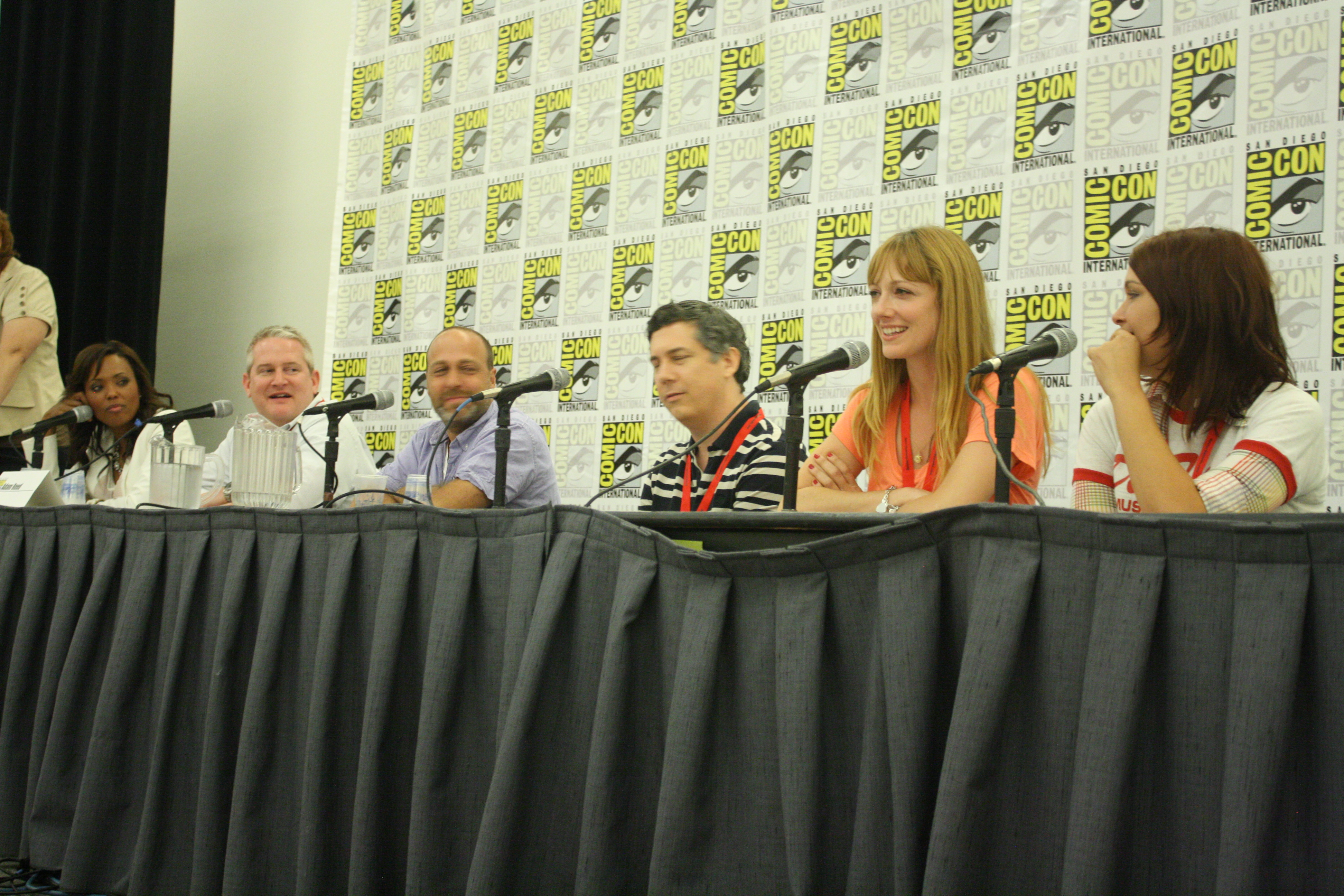
Rollbesättningen på San Diego Comic-Con International, från vänster till höger: Aisha Tyler, Adam Reed, H. Jon Benjamin, Chris Parnell, Judy Greer and Amber Nash

- Sterling Archer (H. Jon Benjamin), kodnamn Duchess, är agent på ISIS, han är egoistisk och självupptagen.
- Lana Kane (Aisha Tyler), är en kvinnlig agent ISIS, hon är Sterlings före detta flickvän som ofta hamnar i bråk med honom.
- Malory Archer (Jessica Walter), är chef på ISIS, hon är Sterlings mamma och självupptagen alkoholist.
- Cyril Figgis (Chris Parnell), controller på ISIS.
- Cheryl Tunt (Judy Greer, tal, Jessy Lynn Martens, sångröst'[3]), Malorys sekreterare, hon har pyromaniska och Sadomasochistiska tendenser.
- Pamela "Pam" Poovey (Amber Nash), är personaldirektör på ISIS.
- Doctor Algernop[4] Krieger (Lucky Yates), är forskare och uppfinnare på ISIS, han har en flickvän som är en holografisk anime-tjej.
- Raymond Q. "Ray" Gillette (Adam Reed), är en homosexuell analytiker och fältagent på ISIS.
- Woodhouse (George Coe; Roy McCrery, tillbakablickar; Tom Kane, Archer Vice), är Sterlings betjänt och före detta soldat som stred under första världskriget.
- Katya Kasanova (Ona Grauer), är en spion som tidigare jobbade för KGB. Hon var Sterlings nya kärlek tills hon dog. Hon återupplivades som cyborg av Krieger, hon blev sedan kär i Barry Dylan.

## Produktion
Inspirationen till serien kommer från Reed när han besökte ett kafé i Salamanca, Spanien och träffade en kvinna. Varje avsnitt av Archer tar månader att producera efter manuset. Det mesta av seriens animationer utfördes av Reeds Floyd County Productions i Atlanta, Georgia medan modeller av 3D-bakgrund utfördes av Trinity Animation i Kansas City, Missouri. Ursprungligen animerades första säsongen av Radical Axis, men besättningen flyttade sin verksamhet till Emory University.

## DVD
| Season | Season | Region 1                                          | Region 2    | Region 4         |
| ------ | ------ | ------------------------------------------------- | ----------- | ---------------- |
|        | 1      | 28 december 2010 (DVD) 27 december 2011 (Blu-ray) | 2 maj 2011  | 2 mars 2011      |
|        | 2      | 27 december 2011                                  | 7 maj 2012  | 29 februari 2012 |
|        | 3      | 8 januari 2013                                    | 1 juli 2013 | 13 mars 2013     |
|        | 4      | 7 januari 2014                                    | N/A         | 5 februari 2014  |
|        | 5      | 6 januari 2015                                    | N/A         | 2 februari 2015  |
|        | 6      | 29 mars 2016                                      | N/A         | 17 februari 2016 |
|        | 7      | 28 mars 2017                                      | N/A         | 15 februari 2017 |
|        | 8      | N/A                                               | N/A         | 8 november 2017  |

## Bok
How to Archer: The Ultimate Guide to Espionage and Style and Women and Also Cocktails Ever Written (ISBN 9780062066312) en hur-man-gör bok "skriven" av Sterling Archer släpptes 17 januari 2012.

## Priser och nomineringar
| År   | Pris                              | Kategori                                                                           | Nominering                                              | Resultat   |
| ---- | --------------------------------- | ---------------------------------------------------------------------------------- | ------------------------------------------------------- | ---------- |
| 2010 | Primetime Emmy Awards             | Outstanding Voice-over Performance                                                 | H. Jon Benjamin för rösten till Sterling Archer         | Nominerad  |
| 2010 | NewNowNext Award                  | Best Show You're Not Watching                                                      | Archer                                                  | Vann       |
| 2011 | Critics' Choice Television Awards | Best Comedy Series                                                                 | Archer                                                  | Nominerad  |
| 2012 | Comedy Awards                     | Best Animated Comedy Series                                                        | Archer                                                  | Vann       |
| 2012 | Critics' Choice Television Awards | Best Animated Series                                                               | Archer                                                  | Vann       |
| 2013 | Critics' Choice Television Awards | Best Animated Series                                                               | Archer                                                  | Vann       |
| 2013 | Annie Awards                      | Best General Audience Animated TV/Broadcast Production                             | Archer                                                  | Nominerad  |
| 2014 | Critics' Choice Television Awards | Best Animated Series                                                               | Archer                                                  | Vann       |
| 2014 | Primetime Emmy Award              | Outstanding Animated Program                                                       | För "Archer Vice: The Rules Of Extraction"              | Nominerad  |
| 2015 | Critics' Choice Television Awards | Best Animated Series                                                               | Archer                                                  | Vann       |
| 2015 | Primetime Emmy Award              | Outstanding Animated Program                                                       | "Pocket Listing"                                        | Nominerad  |
| 2015 | Primetime Emmy Award              | Outstanding Creative Achievement in Interactive Media - Multiplatform Storytelling | Mark Paterson & Tim Farrell for "Archer Scavenger Hunt" | Vann       |
| 2016 | Primetime Emmy Award              | Outstanding Animated Program                                                       | "The Figgis Agency"                                     | Ej avgjort |